# 重启 (虚构)
在连载虚构作品中，重启（Reboot）是指抛弃系列既有作品的连续性，以重新创造角色、时间轴和背景故事等。该词应用于各种虚构作品媒体，包括动画、漫画、电视剧、电子游戏和电影。
该词可能源自计算机术语中的重新启动。